# Моє ім’я — Вендета
Моє ім'я — Вендета (італ. Il mio nome è vendetta) — фільм виробництва Італії 2022 року режисера Косімо Ґомеза.

## Сюжет
Санто, колишній вбивця «Ндрангети», тихо живе в Трентіно зі своєю родиною. Однак, вистежений двома злочинцями, які винищують частину його родини, він разом із донькою Софією тікає до Мілана. Обидва разом планують помсту.

## Актори та персонажі
| Актор               | Роль        |
| ------------------- | ----------- |
| Алессандро Гассманн | Санто       |
| Женева Франческоні  | Софія       |
| Ремо Жіроне         | Дон Анджело |
| Алессіо Практіко    | Мікеле      |
| Габріеле Фальсетта  | Ферраріо    |
| Сіня Діекс          | Інґрід      |

## Український дубляж
- Сергій Попов — Санто
- Уляна Салій — Софія
- Януш Юхницький — Дон Анджело
- Олександр Норчук — Руді
- Юрій Хвостенко — Мікеле
- Юліан Грицевич — Ферраріо
- Ярослав Кіргач — Вітуццо
- Альбіна Сотнікова — Інґрід
- Олег Пригода — Гакім
- А також: Світлана Мелеш, Вікторія Потяго, Маркіян Мандзюк

Фільм дубльовано студією «Postmodern» на замовлення компанії «Netflix» у 2022 році.
- Режисер дубляжу — Катерина Трубенок
- Перекладач — Юлія Євсюкова
- Звукооператор — Маргарита Більченко
- Спеціалісти зі зведення звуку — Олександр Мостовенко, Богдан Єрьоменко
- Режисер монтажу — Назар Куцевич
- Менеджер проекту — Катерина Трубенок

## Випуск
Фільм вийшов у міжнародний прокат на Netflix 30 листопада 2022 року

## Примітка
1. ↑  Person Profile // Internet Movie Database — 1990.
2. ↑  "Il mio nome è vendetta": il nuovo film Netflix con Alessandro Gassmann. sorrisi.com (італ.). 16 settembre 2022.
3. ↑  Il mio nome è vendetta: trailer e anticipazioni del thriller Netflix con Alessandro Gassmann. cineblog.it (італ.). 17 settembre 2022.